# Lăng Hà
Lăng Hà (chữ Hán giản thể: 凌河区, âm Hán Việt: Lăng Hà khu) là một quận của địa cấp thị Cẩm Châu, tỉnh Liêu Ninh, Cộng hòa Nhân dân Trung Hoa. Quận Lăng Hà có diện tích 48 km², dân số 400.000 người. Mã số bưu chính của Lăng Hà là 121000, chính quyền quận đóng ở số 25, đường Giải Phóng. Quận này được chia thành 11 nhai đạo biện sự xứ. Các đơn vị này lại được chia thành 61 ủy ban xã khu cư, 2 thôn hành chính.
- Nhai đạo biện sự xứ: Chính Đại, Long Giang, Mã Gia, Bách Cổ, Thiết Tân, Khanh Ninh, Lăng An, Cúc Viên, Cẩm Thiết, Lựu Hoa, Thạch Kiều Tử.